# Corbi (okręg Braszów)
Corbi – wieś w Rumunii, w okręgu Braszów, w gminie Ucea. W 2011 roku liczyła 168 mieszkańców.